# Флаг Спасска
Флаг городского поселения «Город Спасск» Спасского муниципального района Пензенской области Российской Федерации.

## Описание
«Флаг представляет собой прямоугольное жёлтое полотнище с отношением ширины к длине 2:3, несущее вдоль древка вертикальную зелёную полосу шириной в 1/5 полотнища, посередине жёлтой части — изображение чёрного трилистного креста высотой в 1/2 полотнища».

## Обоснование символики
Флаг разработан с учётом герба города, за основу которого взят исторический герб уездного города Спасска Тамбовской губернии, Высочайше утверждённый 16 (27) августа 1781 года. Подлинное описание герба гласит:

В верхней части гербъ Тамбовскій: въ лазуревомъ полѣ улей и надъ нимъ три золотыя пчелы. Земля зеленая. Въ нижней — черный крестъ, въ золотомъ полѣ соотвѣтствующій симъ знаменованиію имени города.

Жёлтый цвет (золото) — символ величия, интеллекта, великодушия, богатства.
Зелёный цвет — символ природы, здоровья, жизненного роста.
Чёрный цвет символизирует благоразумие, мудрость, скромность, честность и вечность бытия.